# 660 p.n.e.
| [ Edytuj tabelę ] |                                                                       |
| Król Asyrii       | - 669 p.n.e. Aszurbanipal 631 p.n.e.                                  |
| Król Babilonu     | - 668 p.n.e. Szamasz-szuma-ukin 648 p.n.e.                            |
| Władca Chin       | - 677 p.n.e. Huiwang 652 p.n.e.                                       |
| Władca Egiptu     | - 664 p.n.e. Tanutamon 655 p.n.e. - 664 p.n.e. Psametych I 610 p.n.e. |
| Władca Elamu      | - 664 p.n.e. Teumman 653 p.n.e.                                       |
| Król Judy         | - 687 p.n.e. Manasses 643 p.n.e.                                      |
| Król Lidii        | - 687 p.n.e. Gyges 652 p.n.e.                                         |
| Król Macedonii    | - 678 p.n.e. Argajos I 640 p.n.e.                                     |
| Król Medów        | - 678 p.n.e. Fraortes 625 p.n.e.                                      |
| Władca Persji     | - 675 p.n.e. Teispes 640 p.n.e.                                       |
| Król Rzymu        | - 673 p.n.e. Tullus Hostiliusz 642 p.n.e.                             |
| Król Tyru         | - 680 p.n.e. Baal I 660 p.n.e. - 660 p.n.e. Jahimilk (?) 630 p.n.e.   |
| Władca Urartu     | - 685 p.n.e. Rusa II 639 p.n.e.                                       |

Rok 660 p.n.e.
stulecia: VIII wiek p.n.e. ~
VII wiek p.n.e. ~
VI wiek p.n.e.

lata: 670 p.n.e. «
664 p.n.e. «
663 p.n.e. «
662 p.n.e. «
661 p.n.e. «
660 p.n.e. »
659 p.n.e. »
658 p.n.e. »
657 p.n.e. »
656 p.n.e. »
650 p.n.e.

## Wydarzenia
- 11 lutego – legendarny cesarz Jimmu ustanowił pierwszą stolicę Japonii w Kashihara i przyjął godność pierwszego cesarza; początek państwa japońskiego.
- Koloniści greccy założyli Bizancjum (data sporna lub przybliżona). Od roku 324 - jako Konstantynopol - stolica Cesarstwa Bizantyjskiego, aż do jego upadku w roku 1453. Od 18 marca 1930 roku oficjalna nazwa - Stambuł. Dziś największe miasto Turcji i jedno z największych miast świata.